# Jules Verne (cràter)
|  | No s'ha de confondre amb el cràter lunar Verne. |

Jules Verne és un cràter lunar de grans dimensions situat a la cara oculta de la Lluna, nomenat en honor de l'escriptor francès Jules Verne. Està localitzat a l'oest-sud-oest de la Mare Ingenii, un dels pocs mars lunars situats a la cara oculta de la Lluna. Al sud-est de Jules Verne es troba el cràter Lundmark, mentre que Koch està localitzat de la banda sud-sud-est. Al nord-oest hi ha el gran cràter Pavlov.
La major part de la superfície interior d'aquest cràter va ser inundada per lava basàltica, deixant una zona més fosca, resultant una plataforma de baix albedo relativament anivellada i plana. És una mica inusual per un cràter d'aquestes característiques situat a la cara oculta de la Lluna que fos inundat per lava, quan la crosta és generalment més gruixuda que en el costat orientat cap a la Terra. Tot i així, aquest cràter està localitzat completament dins de la conca Aitken, pròxima al Pol Sud.

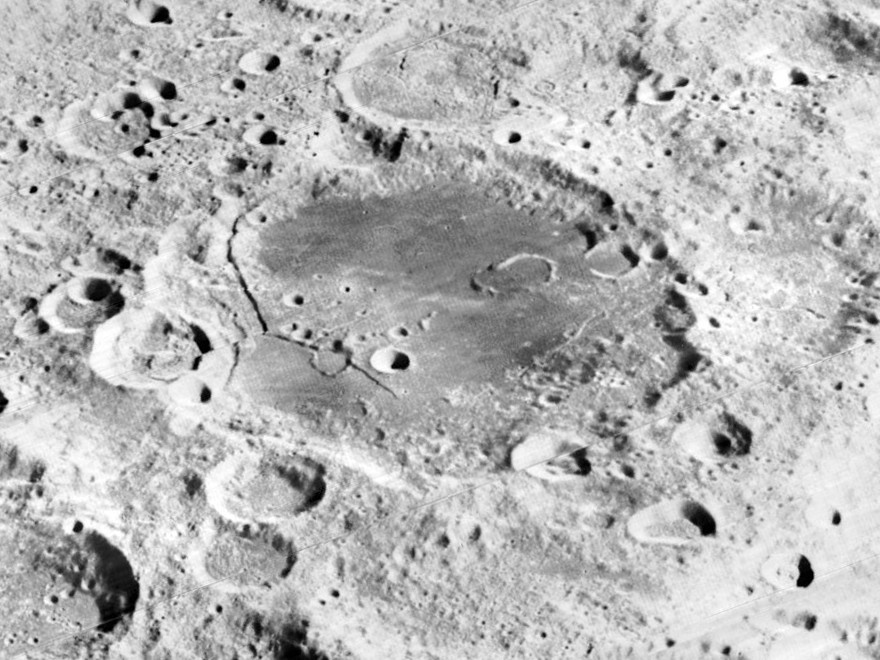
Fotografia obliqua del cràter vist des del sud (missió Lunar Orbiter 2)
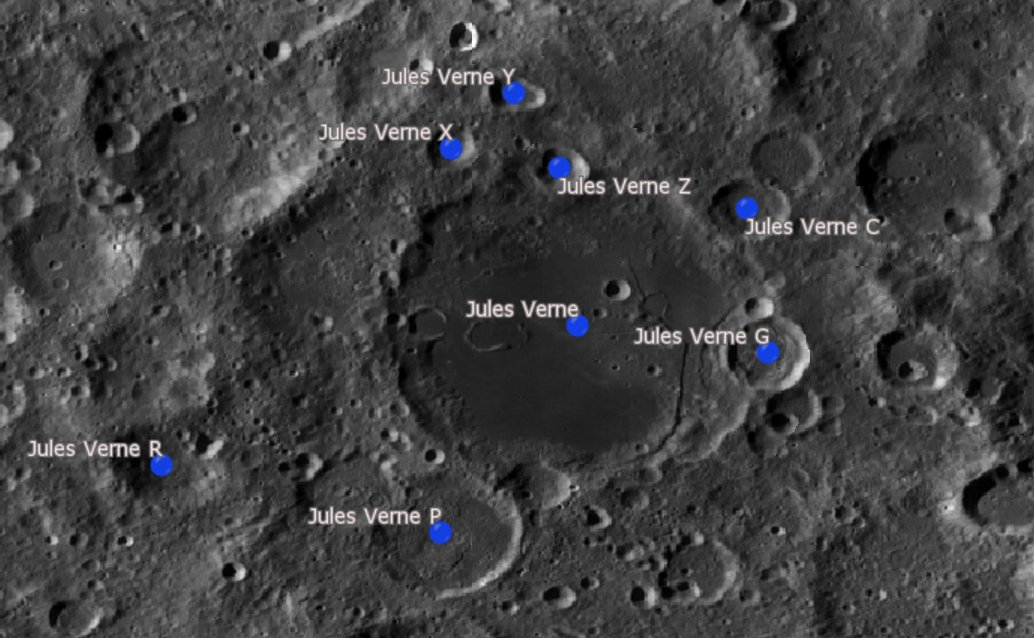
Cràters satèl·lit

La vora exterior de Jules Verne està gastada i erosionada, amb diversos cràters localitzats al llarg de la seva vora. Al llarg de la vora oriental se situa Jules Verne G, mentre que Jules Verne C penetra en la voranord-oriental i Jules Verne Z intercepta la vora nord. Un altre cràter petit també se situa a través de la vora sud, mentre que Jules Verne P està localitzat a l'exterior, al llarg de la banda sud-sud-oest.
Jules Verne és un dels pocs cràters lunars que és conegut pel nom complet d'una persona (nom i cognom). Aquesta notació és l'habitual per a escriptors de ciència-ficció (com per exemple, H. G. Wells), però no així per als científics notables o per als exploradors.

## Cràters satèl·lit
Per convenció aquests elements són identificats en els mapes lunars posant la lletra en el costat del punt central del cràter que està més proper a Jules Verne.
| Jules Verne | Coordenades                            | Diàmetre |
| ----------- | -------------------------------------- | -------- |
| C           | 33° 12′ S, 149° 42′ E / 33.2°S,149.7°E | 30 km    |
| G           | 35° 06′ S, 150° 00′ E / 35.1°S,150.0°E | 42 km    |
| P           | 38° 00′ S, 145° 06′ E / 38.0°S,145.1°E | 62 km    |
| R           | 36° 54′ S, 140° 54′ E / 36.9°S,140.9°E | 49 km    |
| X           | 32° 06′ S, 145° 12′ E / 32.1°S,145.2°E | 15 km    |
| Y           | 31° 18′ S, 146° 00′ E / 31.3°S,146.0°E | 30 km    |
| Z           | 32° 30′ S, 146° 48′ E / 32.5°S,146.8°E | 20 km    |